# Nuevo Laredo
Nuevo Laredo is een stad in Tamaulipas, in het noorden van Mexico. Nuevo Laredo ligt aan de Río Bravo, tegenover Laredo in Texas. Nuevo Laredo heeft 349.562 inwoners (census 2005) en is de hoofdplaats van de gemeente Nuevo Laredo.
Nuevo Laredo is jonger dan haar tegenhanger Laredo in de Verenigde Staten. Nuevo Laredo werd gesticht in 1845 door Mexicanen uit Laredo, die weigerden onder Amerikaans gezag te leven. Volgens de legende verplaatsten ze zelfs de graven van de overledenen naar Mexicaans grondgebied. Vandaar het motto van de stad: "Siempre con la Patria", voor altijd met het Vaderland.
Tegenwoordig staat Nuevo Laredo vooral bekend als een extreem gewelddadige en criminele stad. Drugshandel en prostitutie tieren er welig. Tussen verschillende drugskartels worden heuse veldslagen uitgevochten. Zo'n tien procent van alle drugsgerelateerde moorden in Mexico vindt plaats in Nuevo Laredo. De drugskartels zijn bijzonder goed bewapend, bazooka's en RPG's zijn geen uitzondering. Ook de Zetas zijn actief in Nuevo Laredo. Dit zijn gedeserteerde soldaten uit elite-eenheden die zich bij drugskartels hebben aangesloten, en daardoor hun acties met militaire precisie kunnen uitvoeren. Op 15 juni 2005 werd Alejandro Dominguez als politie-officier van de stad ingehuldigd, en negen uur later werd hij al doodgeschoten. Sindsdien heeft het leger de wetshandhaving in Nuevo Laredo overgenomen.
De stad is de zetel van het rooms-katholieke bisdom Nuevo Laredo.